# Dusan Bonacic
Dusan Vladimir Bonacic Krogh (ur. 19 lipca 1995) – chilijski siatkarz, grający na pozycji przyjmującego i atakującego, reprezentant Chile. 

## Kluby
| Lata gry                  | Klub                           |
| ------------------------- | ------------------------------ |
| 2012–2013                 | Club Providencia               |
| 2013–2014                 | Energy Investments Lugano      |
| 2014–2015                 | Cucine Lube Banca Marche Treia |
| 2015–2017                 | Ciudad Vóley                   |
| 2017–2019                 | Elios Messaggerie Catania      |
| 2019–2020                 | Gigantes del Sur               |
| 2021–2022 (od 08.01.2021) | Ciudad Vóley                   |
| 2022–                     | Videx Grottazzolina            |

## Sukcesy klubowe
Liga szwajcarska:
- 2014

Superpuchar Włoch:
- 2014

Liga argentyńska:
- 2021, 2022[6]

Superpuchar Argentyny:
- 2021

## Sukcesy reprezentacyjne
Puchar Panamerykański Juniorów:
- 2011

Mistrzostwa Ameryki Południowej Kadetów:
- 2012

Mistrzostwa Ameryki Południowej Juniorów:
- 2014[7]

Mistrzostwa Ameryki Południowej U-23:
- 2014

Puchar Panamerykański U-23:
- 2016[8]

Igrzyska Ameryki Południowej:
- 2018

Mistrzostwa Ameryki Południowej:
- 2019[9], 2021

Puchar Panamerykański:
- 2023[10]

## Nagrody indywidualne
- 2012: MVP Mistrzostw Ameryki Południowej Kadetów
- 2013: Najlepszy punktujący Mistrzostw Świata Kadetów
- 2014: Najlepszy przyjmujący Mistrzostw Ameryki Południowej Juniorów
- 2014: Najlepszy przyjmujący Mistrzostw Ameryki Południowej U-23
- 2019: Najlepszy przyjmujący Mistrzostw Ameryki Południowej
- 2024: Najlepszy atakujący Pucharu Panamerykańskiego[11]